# Seiyo
Seiyo (jap. 西予市 Seiyo-shi) – miasto w Japonii, na wyspie Sikoku, w prefekturze Ehime.

## Położenie
Miasto leży w zachodniej części prefektury nad Morzem Wewnętrznym Seto. Graniczy z:
- Ōzu
- Yawatahama
- Uwajima
- Uchiko

## Historia
Miasto otrzymało prawa miejskie 1 kwietnia 2004 roku przez połączenie miasteczek Akehama, Nomura, Shirokawa i Uwa (z powiatu Higashiuwa) oraz miasteczka Mikame (z powiatu Nishiuwa).

## Populacja
Zmiany w populacji Seiyo w latach 1970–2015:
| Rok  | Populacja |
| ---- | --------- |
| 1970 | 61 009    |
| 1975 | 57 528    |
| 1980 | 56 175    |
| 1985 | 54 804    |
| 1990 | 51 893    |
| 1995 | 49 022    |
| 2000 | 47 217    |
| 2005 | 44 948    |
| 2010 | 42 080    |
| 2015 | 38 927    |